# Семеновское (Борисоглебский район)
Семеновское — село Борисоглебского района Ярославской области, входит в состав Вощажниковского сельского поселения.

## География
Расположено на берегу реки Вихорки (приток Кеды) в 8 км на северо-запад от центра поселения села Вощажникова и в 19 км на север от райцентра посёлка Борисоглебский.

## История
Каменных церквей в селе было две: одна холодная, построена в 1784 году во имя Положения честного пояса Пресвятой Богородицы, а вторая теплая во имя архангела Михаила 1837 года, обе построены на средства прихожан.
В конце XIX — начале XX село входило в состав Вощажниковской волости Ростовского уезда Ярославской губернии. В 1885 году в деревне было 37 дворов.
С 1929 года село входило в состав Уславцевского сельсовета Борисоглебского района, с 1954 года — в составе Вощажниковского сельсовета, с 2005 года — в составе Вощажниковского сельского поселения.

## Население
| 1859 | 2007 | 2010 |
| ---- | ---- | ---- |
| 208  | ↘6   | ↘3   |

## Достопримечательности
В селе расположены недействующие Церковь Положения Пояса Пресвятой Богородицы (1784) и Церковь Собора Архистратига Михаила и прочих Сил бесплотных (1837).